# Municipio de Biglick
El municipio de Biglick (en inglés: Biglick Township) es un municipio ubicado en el condado de Hancock en el estado estadounidense de Ohio. En el año 2010 tenía una población de 1106 habitantes y una densidad poblacional de 11,83 personas por km².

## Geografía
El municipio de Biglick se encuentra ubicado en las coordenadas 41°2′8″N 83°28′47″O / 41.03556, -83.47972. Según la Oficina del Censo de los Estados Unidos, el municipio tiene una superficie total de 93.45 km², de la cual 93,45 km² corresponden a tierra firme y (0,01 %) 0,01 km² es agua.

## Demografía
Según el censo de 2010, había 1106 personas residiendo en el municipio de Biglick. La densidad de población era de 11,83 hab./km². De los 1106 habitantes, el municipio de Biglick estaba compuesto por el 97,74 % blancos, el 0,09 % eran afroamericanos, el 0,99 % eran asiáticos, el 0,63 % eran de otras razas y el 0,54 % eran de una mezcla de razas. Del total de la población el 2,44 % eran hispanos o latinos de cualquier raza.